# 10月1日 (旧暦)
旧暦10月1日（きゅうれきじゅうがつついたち）は、旧暦10月の1日目である。六曜は仏滅である。

## 出来事
- 天武天皇13年（ユリウス暦684年11月13日） - 八色の姓を制定。真人・朝臣・宿禰・忌寸・道師・臣・連・稲置の8種[要出典]
- 朱鳥元年（ユリウス暦686年10月23日） - 大津皇子が謀叛の疑いで皇太子・草壁皇子に捕えられる
- 宝亀元年（ユリウス暦770年10月23日） - 瑞亀献上により神護景雲から宝亀に改元
- 宝亀元年（ユリウス暦770年10月23日） - 天智天皇の孫・白壁王が即位し第49代・光仁天皇に
- 弘治元年（ユリウス暦1555年10月16日） - 厳島の戦い。毛利元就軍が陶晴賢軍を破る
- 天正15年（グレゴリオ暦1587年11月1日） - 北野大茶湯。豊臣秀吉が京都・北野天満宮の境内で千利休・津田宗及・今井宗久を茶頭に千人の大茶会を開く
- 慶長19年（グレゴリオ暦1614年11月2日） - 徳川家康が諸大名に出陣の命を下し、大坂冬の陣が始まる
- 延宝元年（グレゴリオ暦1673年11月9日） - 岩国藩が錦帯橋を架橋

## 忌日
- 弘治元年（ユリウス暦1555年10月16日） - 陶晴賢、武将（* 1521年）
- 慶長5年（グレゴリオ暦1600年11月6日） - 石田三成、武将（* 1560年）
- 慶長5年（グレゴリオ暦1600年11月6日） - 小西行長、キリシタン大名（* 1555年?）
- 慶長5年（グレゴリオ暦1600年11月6日） - 安国寺恵瓊、武将（* 1539年?）